# Kaltenkirchen
Kaltenkirchen (kaldenavn: Kaki) er en by og en kommune i det nordlige Tyskland, beliggende under Kreis Segeberg i den sydøstlige del af delstaten Slesvig-Holsten.

## Geografi
Kaltenkirchen ligger 32 kilometer nord for Hamborg ved motorvejen A 7 og ved jernbanen mellem Hamburg-Altona og Neumünster. Det er planlagt at S-Bahn Hamburg (de) skal føres til Kaltenkirchen på de samme spor.
Kaltenkirchen er endepunktet i Udviklingsakse Nord i Metropolregion Hamburg. I udkanten af byen ligger bydelene Moorkaten og Heidkaten.
- Brøndanlæg
- Den gamle banegård fra 1884
- Overdækning af den nye (underjordiske) banegård

## Venskabsbyer
Kaltenkirchen har følgende venskabsbyer:
- Aabenraa, Danmark
- Kalisz Pomorski, Polen
- Putlitz, Tyskland